# カルディオバクテリウム科
カルディオバクテリウム科（Cardiobacteriaceae）はプロテオバクテリア門ガンマプロテオバクテリア綱カルディオバクテリウム目の科の一つである。グラム陰性の桿菌であり、全長は1〜6 μmで、幅は約0.5～1.7 μmである。